# Лас-Презас
Лас-Презас, каталонською мовою та офіційно Les Preses, — муніципалітет у регіоні Ла-Гарроча, провінція Жерона, Каталонія, Іспанія. Раніше він був відомий як Сан-Педро-де-лас-Пресас.
Обмежується на півночі гірським хребтом Корб, найвищою точкою якого є Пуч-Родо (936 метрів), що простягається через рівнину Бас від верхів’їв річки Флувія, розташованої в природному парку вулканічної зони Гарроча.
У межах Вісконтства Бас він належав монастирю Багес. Легенда міста говорить, що тут було велике озеро, яке займало всю рівнину Бас.
Економіка заснована на сільському господарстві та скотарстві та свинарстві. Він має галузі виробництва ковбас, пластмас і будівельних матеріалів. Важливий туризм, який приваблює природний заповідник вулкана Рако з круглим кратером діаметром 140 метрів, а також ліси Корб і Тоска з пористими лавовими утвореннями.

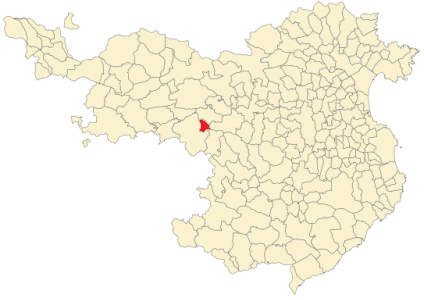
Розташування Les Preses в провінції Жерона

## Суб'єктів населення
- Лас-Презас
- Беллер
- Ла-Бода
- Бос-де-Тоска
- Пладеваль
- Покафаріна
- Сант-Мікель-дель-Корб

## Демографія
| 1497 f | 1515 f | 1553 f | 1717 | 1787 | 1857 | 1877 | 1887 | 1900 | 1910 |
| ------ | ------ | ------ | ---- | ---- | ---- | ---- | ---- | ---- | ---- |
| 22     | 27     | 28     | 313  | 466  | 1218 | 1013 | 997  | 990  | 901  |

| 1920 | 1930 | 1940 | 1950 | 1960 | 1970 | 1981 | 1990 | 1992 | 1994 |
| ---- | ---- | ---- | ---- | ---- | ---- | ---- | ---- | ---- | ---- |
| 1143 | 1137 | 1178 | 1013 | 1003 | 1131 | 1393 | 1316 | 1294 | 1305 |

| 1996 | 1998 | 2000 | 2002 | 2004 | 2006 | 2008 | 2010 | 2012 | 2014 |
| ---- | ---- | ---- | ---- | ---- | ---- | ---- | ---- | ---- | ---- |
| 1327 | 1320 | 1373 | 1511 | 1644 | 1692 | 1708 | 1724 | -    | -    |

## Спадщина та визначні місця
- Церква Святого Петра. Неокласичний з 18 століття, його дві дзвіниці, вкриті керамікою, виділяються.
- Церква Сан-Мігель-дель-Корб. романський.
- Церква Сан-Мартін. романський.

## Примвітки
1. ↑  Relación de Municipios y sus Códigos por Provincias — Instituto Nacional de Estadística, 2019.
2. 1 2  Nomenclátor Geográfico de Municipios y Entidades de Población — 2024.
3. 1 2  http://www.idescat.cat/pub/?id=aec&n=925&t=2016
4. ↑  Cartographic and Geological Institute of Catalonia Mapa Topogràfic de Catalunya
5. ↑  art.6 // (unspecified title)
6. ↑  Instituto Nacional de Estadística Municipal Register of Spain of 2024 — 2024.
7. ↑  Topónimo tradicional en castellano según INEbase, Alteraciones de los municipios en los Censos de Población desde 1842